# ARN ribozomal
ARN-ul ribozomal (ARNr) este componenta principală a ribozomului, mașina biologică producătoare de proteine din orice celulă vie. Funcția ARNr constă în a furniza un mecanism de decodare a ARN-ului mesager (ARNm) în amino acizi și în a interacționa cu acidul ribonucleic de transfer (ARNt) în timpul translației, prin furnizarea de activitate de peptidil transferază.
ARNt-ul aduce, apoi, amino acizii necesari, ce corespund codonului ARNm potrivit.

## Descriere
Una din caracteristicile principale care deosebește ARNr de celelalte tipuri de ARN constă în aceea că el apare întotdeauna legat de proteine. Lanțul ARNr-ului este constituit atât din porțiuni monocatenare cât și din porțiuni bicatenare helicoidale cu bucle monocatenare. În lanțul polinucleotidic al ARNr-ului raportul molar între bazele azotate componente este în favoarea bazelor purinice. Astfel, conținutul în adenină / uracil = 21:19, guanină / citozină = 36:25, iar raportul general purine/pirimidine circa 1,3.
Molecula de ARNr are peste 1000 de nucleotizi. El este sintetizat tot prin transcriere din ADN, după care catena de ARNr se pliază, formând porțiuni bicatenare, datorită complementarității bazelor azotate. Un ribozom este format din 2 subunități care vor recunoaște (tot pe baza complementarității) și vor atașa între ele nucleotidele de recunoaștere de la începutul moleculei de ARNr.